# Gareth Morgan
Gareth Huw Morgan, född 17 februari 1953 i Putaruru, Nya Zeeland, är en nyzeeländsk ekonom, författare, politisk kommentator, affärsman och filantrop.

## Karriär

### Som affärsman/investerare
I början av 1980-talet arbetade Morgan för Nya Zeelands centralbank, innan han startade ett ekonomiprognosföretaget Infometrics Limited 1983.
År 2000 grundade han investmentbolaget Gareth Morgan Investments Limited (GMI),